# Ритчи, Ричард Стивен
Ричард Стивен «Стив» Ритчи (англ. Richard Stephen "Steve" Ritchie; род. 25 июня 1942, Рейдсвилл, Северная Каролина) — офицер военно-воздушных сил США, единственный пилот ВВС США, сбивший 5 самолётов противника во время Вьетнамской войны и получивший право называться асом; кроме него, статус асов во Вьетнаме имели два оператора бортового вооружения ВВС и один лётчик и один оператор ВМС.

## Биография
Ричард Ритчи родился в Рейдсвилле, Северная Каролина. В детстве и юности он не думал о том, чтобы стать пилотом; в школе Ритчи был футбольной «звездой». В конце концов он, однако, вступил в Академию ВВС США, которую окончил в 1964 году. В своём классе он оказался первым по результатам лётной подготовки. Став полноценным пилотом, Ритчи летал на перехватчике F-104 «Старфайтер», а затем — на истребителе F-4 «Фантом» II. Свой первый срок в Юго-Восточной Азии он отслужил в 1968 году в составе 480-й эскадрильи 366-го тактического истребительного крыла (Дананг, Южный Вьетнам). В этот период он выполнял функции передового авианаводчика и не имел встреч с северовьетнамской авиацией.
В 1970—1972 годах Ритчи преподавал тактику воздушного боя в школе истребительного вооружения США. В 1972 году добровольцем вызвался на второй срок службы в Индокитае. В этот раз он служил в 555-й истребительной эскадрилье 432-го тактического разведывательного крыла (Убон, Таиланд). Эта эскадрилья имела восемь самолётов F-4D, отличавшихся от других «Фантомов» тем, что на них была установлена система «Combat Tree», позволявшая идентифицировать самолёты противника за пределами визуальной видимости; их пилоты получали преимущество, поскольку действовавшие на тот момент правила открытия огня запрещали атаковать самолёты, которые не были надёжно идентифицированы как вражеские (обычно это приводило к тому, что американским пилотам приходилось подпускать МиГи на расстояние визуальной видимости). Ритчи сбил по одному северовьетнамскому истребителю 10 и 31 мая, затем 8 июля он одержал две победы в одном вылете. Свой последний самолёт Ритчи сбил 28 августа, тем самым став единственным пилотом ВВС США во Вьетнаме, достигшем статуса аса. Во всех случаях его жертвами стали МиГ-21, и все победы он одержал при помощи ракет AIM-7. В четырёх из пяти случаев его оператором бортового вооружения был Чак Дебельвью, окончивший войну со счётом в шесть сбитых самолётов. За два срока службы на войне Ритчи совершил 339 боевых вылетов.
В 1970-х годах Ритчи неудачно баллотировался в Конгресс от республиканцев. Несмотря на поражение, он устроился в гражданской жизни, продолжая оставаться на службе в ВВС Национальной гвардии Колорадо. Ушёл в отставку в 1999 году в звании бригадного генерала. В настоящее время проживает в Колорадо-Спрингс.
Налетал более 3000 часов. Награждён рядом медалей, наиболее значительными из которых являются Крест ВВС, «Серебряная звезда» с тремя листами клевера и Крест лётных заслуг с девятью листами клевера.